# Kroatische Gedenkstätte auf dem Loibacher Feld

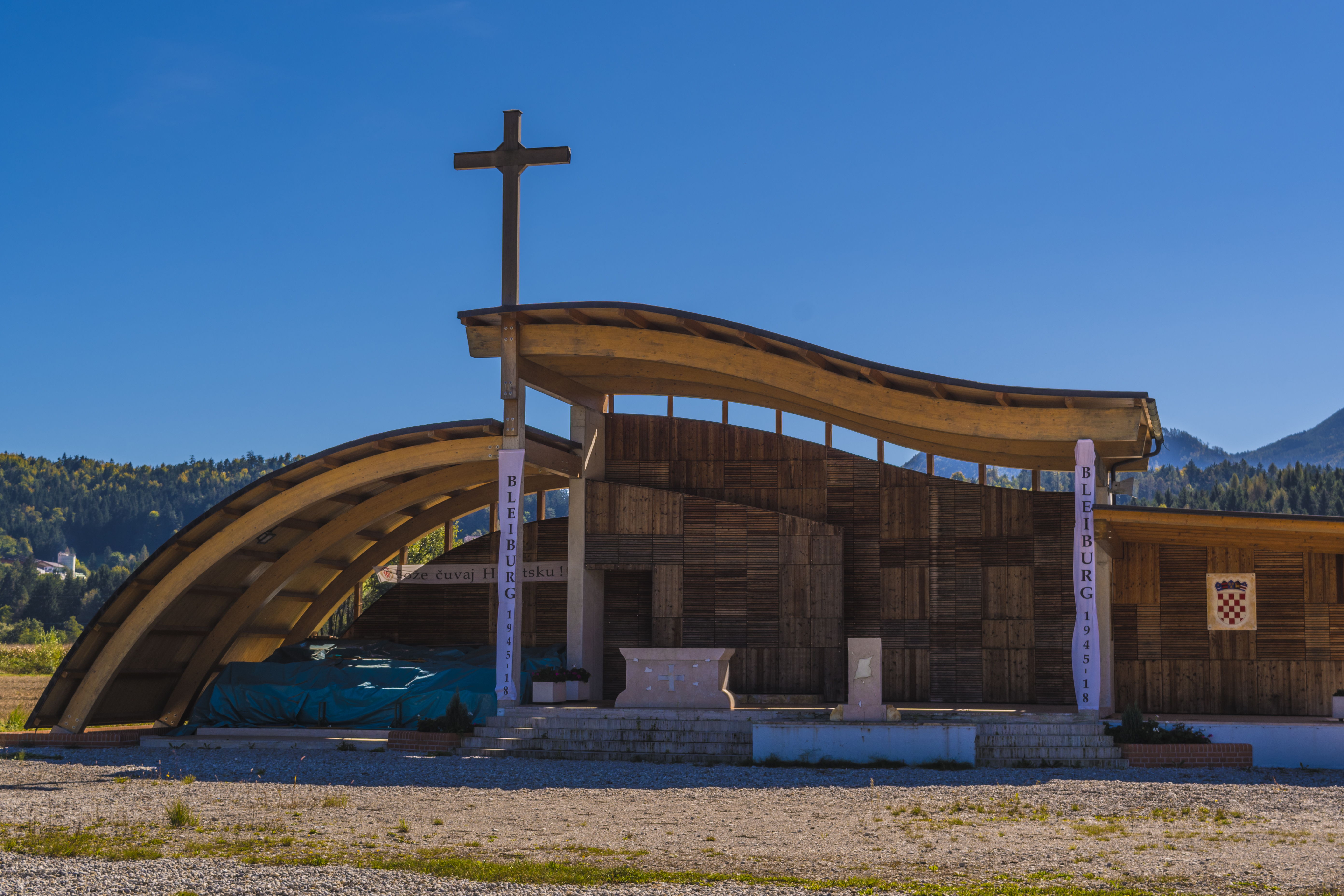
Überdachter Altar der Gedenkstätte (2017).

Die kroatische Gedenkstätte auf dem Loibacher Feld (auch: Bleiburger Feld) in der österreichischen Stadtgemeinde Bleiburg (Kärnten) ist eine Gedenkstätte, welche an die Kroaten erinnert, die den jugoslawischen Verbrechen unmittelbar nach dem Zweiten Weltkrieg im österreichisch-jugoslawischen Grenzgebiet genannt „Massaker von Bleiburg“ (auch „Tragödie von Bleiburg“, „Kroatischer Kreuzweg“ usw.) im Jahr 1945 zum Opfer fielen. Die 1985 angeregte Gedenkstätte steht an einem wichtigen kroatischen Erinnerungsort und besteht aus dem zentralen Gedenkstein aus Granit inmitten von hohen Fichtenbäumen, einer weiteren Gedenktafel und einem überdachten Altar im Ort Loibach. Die Fläche von ursprünglich 2.080 m² konnte durch Grundstückskäufe in den Jahren von 2004 bis 2008 auf 29.800 m² erweitert werden.
Jährlich um den Muttertag, der zeitlich dem Jahrestag der Massaker am 15. Mai nahe liegt, gedenken hier Kroaten aus aller Welt der Gefangennahme und der Ermordung der Opfer. Die Gedenkveranstaltung besteht aus einem Totengedenken am Friedhof in Unterloibach und einer Prozession zur Gedenkstätte am Loibacher Feld mit anschließender katholischer Messfeier.
Initiator der Gedenkstätte und Organisator der Gedenkveranstaltungen ist der vom Dokumentationsarchiv des österreichischen Widerstandes als „rechtsextremistisch mit stark revisionistischer beziehungsweise geschichtsklitternder Tendenz“ bezeichnete Bleiburger Ehrenzug.
Auf Initiative von vier Parlamentsparteien hin wurde der österreichische Innenminister 2020 aufgefordert, „die ultranationalistisch-faschistische Gedenkfeier in Bleiburg/Pliberk bzw. auf österreichischem Staatsgebiet im Jahr 2021 und in den Folgejahren zu unterbinden“. Die Diözese Gurk-Klagenfurt hatte die Mitwirkung des Bischofs an der Heiligen Messe bereits 2019 untersagt. Die einfache katholische Messe hingegen wurde gestattet.

## Geschichte

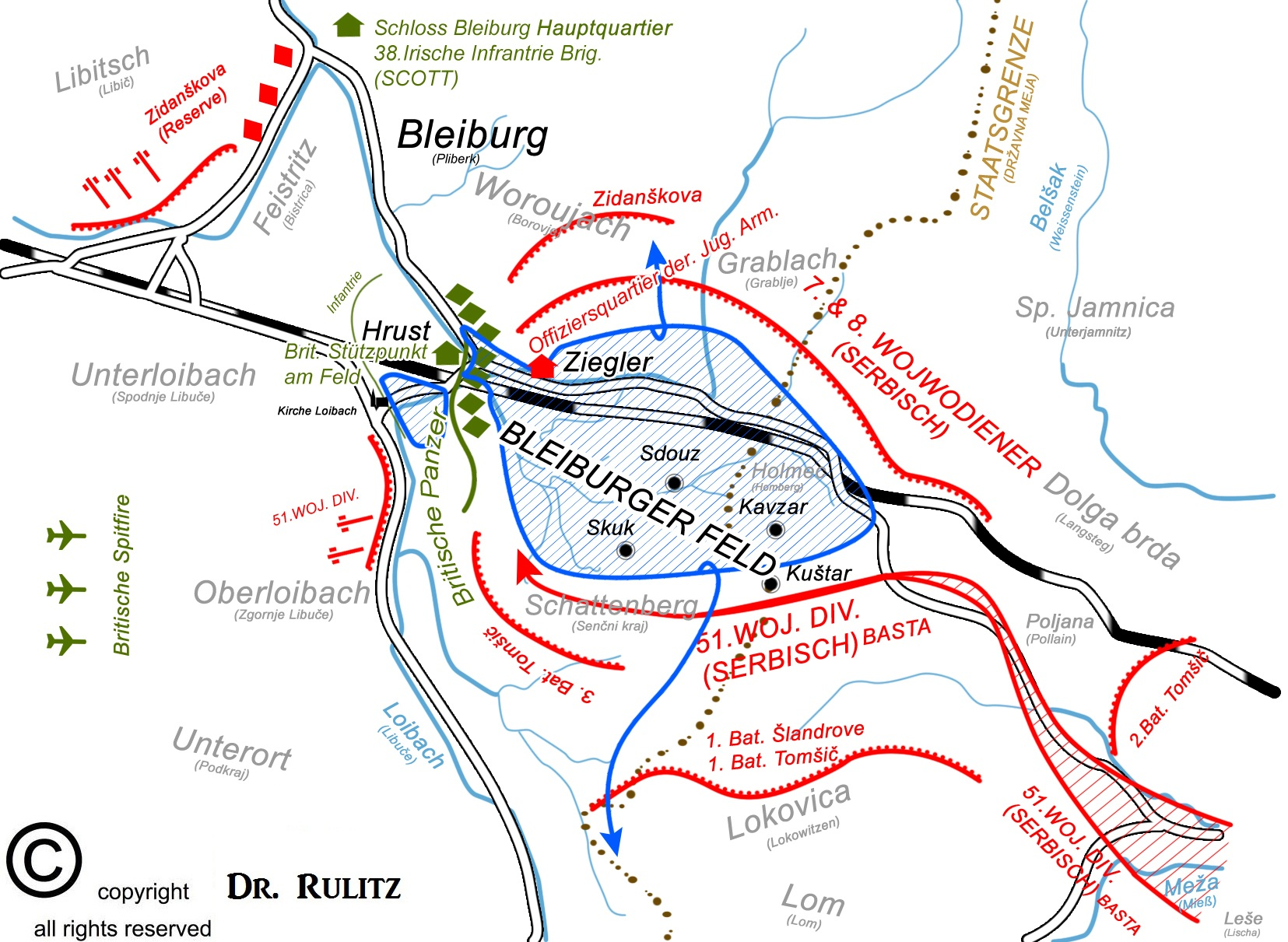
Schematische Darstellung der Situation auf dem Loibacher Feld (hier auch Bleiburger Feld) im Jahr 1945.

In der kroatischen Erinnerungskultur ist mit „Bleiburger Opfer“ eine Reihe von Kriegsverbrechen an kroatischen Truppen und Zivilisten (siehe auch Kärntner Partisanen) gemeint, die in oder um Bleiburg stattfanden oder auch ihren Anfang nahmen und sich über Kärnten, Slowenien und andere jugoslawische Teilrepubliken erstreckten. Die genaue Zahl der örtlich auf dem Bleiburger Feld Getöteten zu bestimmen ist schwierig. Leichen von Getöteten wurden in den Wäldern und an der Gutensteiner Straße vergraben. Unentdeckte Leichen vom Bleiburger Feld sollen laut Augenzeugenberichten in Einzel-, Gruppen- und Massengräbern noch in österreichischen Wäldern im Raum Bleiburg liegen oder damals abtransportiert von Lastwagen auf slowenischem Boden vergraben worden sein. Im Jahr 1947 wurden in der Nähe der Gedenkstätte acht Massengräber an der Gutensteiner Straße bis hin zur jugoslawischen Grenze entdeckt:

„Beiderseits der Strasse vom Gasthaus HRUST (Unterloibach) bis zur jugoslawischen Grenze befinden sich 8 Gräber. Sie sind weder gekennzeichnet noch befinden sich Kreuze darauf. Ein in der Nähe wohnender Eisenbahner beobachtete seinerzeit Eingrabungsarbeiten. Es handelt sich um gefallene Ustascha-Soldaten. Einige deutsche Soldaten befinden sich auch darunter. Eine Identifizierung ist nicht möglich, da nach Aussage des Herrn EBNER – Eisenbahner – die Leichen meist unbekleidet eingegraben wurden. Im heurigen Frühjahr werden alle Gräber geöffnet und die Leichen in einem Grab in Unterloibach beigesetzt. Außerdem wird bemerkt, dass sich ein Massengrab im Friedhofe Unterloibach mit 18 Soldatenleichen, welche bis zur Unkenntlichkeit verbrannt waren, befindet.“

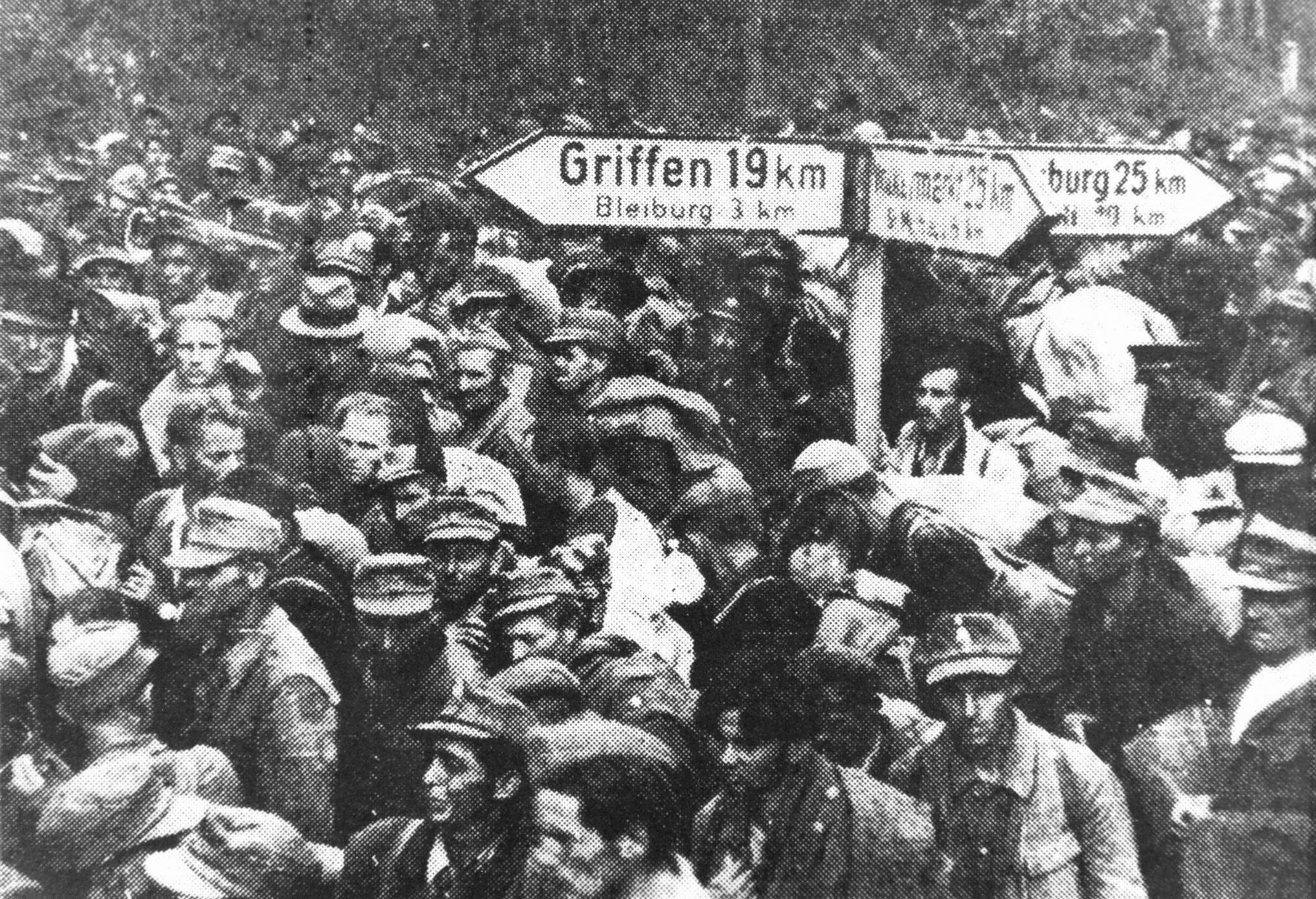
Flüchtlinge auf dem Bleiburger Feld nördlich des Bahndammes.

In dem zitierten Massengrab auf dem Friedhof Unterloibach lagen laut der Gemeinde Loibach:

„3. Grab: (Massengrab) Konrad Gehling, Obergefreiter, gefallen am 13.5.1945 in Pollein, Georg Wendel, Geburtsdatum u. Sterbetag unbekannt, und 16 unbekannte Ustascha, gefallen im Mai 1945 in Grablach.“

Die 1947 entdeckten Leichenreste aus den acht Massengräbern um das Loibacher Feld wurden überwiegend in dieses Massengrab Nr. 3 auf dem Friedhof in Unterloibach umgebettet. Es war eines von insgesamt sechs Massengräbern auf dem Friedhof Unterloibach, die als Kriegsgräber mit Kreuz und Stahlhelm gekennzeichnet wurden. In das Massengrab Nr. 4 soll ein als Ustascha-Offizier Identifizierter umgebettet worden sein.
1951 gründete sich der Bleiburger Ehrenzug im Geheimen. An Allerheiligen 1952 schworen Halil Delić, Mirko Karačić, Petar Hristić, Ante Mačinković, Ante Samovojska und Josip Đakić auf dem Loibacher Feld, dass sie die Erinnerung an die Opfer bewahren werden. Zu Allerheiligen 1955 fand die erste Gedenkfeier auf dem Loibacher Feld/Libuško polje statt. Teils an Allerheiligen und am Muttertag gefeiert, wurden die Feiern später nur noch am Muttertag gefeiert, der dem Jahrestag der Massaker zeitlich näher liegt.
Ende 1965 kauften Mitglieder des Ehrenzugs ein 2.016 m² großes Grundstück auf dem Loibacher Feld (Libuško polje) und hielten dort alljährlich Gedenkfeiern für die kroatischen Opfer ab. Die nur drei Kilometer von der Staatsgrenze entfernten Gedenkveranstaltungen fasste das kommunistische Jugoslawien als Provokation auf, weil dort der Toten der Massaker gedacht wurde und weil dort die damals in Jugoslawien streng verbotenen Symbole eines unabhängigen Kroatiens offen gezeigt wurden.
Die Leichen aus den sechs Massengräbern auf dem Unterloibacher Friedhof wurden 1974 erneut exhumiert und auf den Militärfriedhof St. Veit an der Glan überführt. Überreste der kroatischen Opfer waren bereits mit den Gebeinen anderer so vermengt, dass sie nur schwer getrennt werden konnten. Nach Protesten von Exilkroaten konnten zumindest die eindeutig als Kroaten identifizierten Opferreste auf dem Friedhof verbleiben. Hinzu kamen die Überreste des Ustascha-Leutnants Josef Objetin, der vom Pfarrfriedhof Bleiburg nach Loibach umgebettet wurde. Nach Abschluss der erneuten Exhumierungen auf dem Unterloibacher Friedhof errichteten Exilkroaten 1974 bis 1976 dort einen Gedenkstein (→ Gedenkstein auf dem Friedhof Unterloibach).
Der Bleiburger Ehrenzug und die jährlichen Gedenkveranstaltung für die kroatischen Opfer gerieten ins Visier des jugoslawischen Geheimdienstes. Es folgten mehrere Sprengstoffanschläge gegen antikommunistische Kundgebungen und am 17. Februar 1975 die Ermordung („Passivierung“) des 65-jährigen Nikola Martinović, des Ehrenzugs-Mitgründers und Hauptorganisators der kroatischen Gräber- und Erinnerungspflege in Österreich. Die Ermordung des in Klagenfurt lebenden Martinović durch das kommunistische Tito-Regime belegt, wie brisant die Thematik um die Opfer von Bleiburg für das jugoslawische Regime war.
Zur Feier des 40. Jahrestages des sogenannten „Massakers von Bleiburg“ versammelten sich 800–1000 Kroaten aus aller Welt am 12. Mai 1985 vor der katholischen Kirche in Unterloibach. Mit dem örtlichen Musikverein an der Spitze gingen der Trauerzug zum Unterloibachfeld. An der Gedenkstätte wurden 80 Kränze abgelegt. Eine Pressekonferenz in Wien wurde von den österreichischen Behörden mit dem Hinweis verboten, das gute nachbarschaftliche Verhältnis zu Jugoslawien nicht stören zu wollen.
Mit Zustimmung der österreichischen Behörden errichtete der Ehrenzug 1987 den zentralen Gedenkstein, der 1985 initiiert worden war.
Nach dem Zerfall Jugoslawiens wurde das Kroatische Parlament Schirmherr der jährlichen Gedenkfeiern, bei denen ausnahmslos der kroatische Parlamentspräsident oder dessen Stellvertreter sowie Regierungsvertreter anwesend waren. Die Premierminister Ivica Račan und Ivo Sanader besuchten persönlich die Gedenkstätte und legten Kränze nieder. Die Präsidenten Franjo Tuđman und Stjepan Mesić schickten Vertreter oder Kränze. Ebenso nehmen offizielle Vertreter des Parlaments von Bosnien-Herzegowina an den Gedenkveranstaltungen teil. Vertreter der katholischen Kirche in Kroatien und in Bosnien-Herzegowina halten dabei Messen. Von Vertretern der Islamischen Gemeinde der Republik Kroatien werden Gebete gesprochen; im Jahr 2005 vom kroatischen Großmufti Ševko Omerbašić persönlich.
Die Gedenkstätte wurde ab November 2004 erneuert und ausgebaut.
Nach einem Bericht des österreichischen Innenministeriums nahmen zum 70. Jahrestag des Massakers im Jahr 2015 etwa 25.000 Personen an der Gedenkveranstaltung teil. Die Predigt hielt der Erzbischof der Erzdiözese Đakovo-Osijek Đuro Hranić. Reden wurden vom Präsidenten des kroatischen Parlamentes Gordan Jandroković und das Mitglied des Staatspräsidiums von Bosnien und Herzegowina Dragan Čović. Im Jahr 2016 nahmen etwa 15.000 Personen und in den beiden Folgejahren jeweils etwa 10.000 Personen an der Gedenkveranstaltung teil.
Für das am 18. Mai 2019 geplante Treffen verweigerte der Administrator der Diözese Gurk-Klagenfurt, Engelbert Guggenberger, die Genehmigung der Messfeier, nachdem es 2018 zu Straftaten und Verurteilungen von Ustascha-Sympathisanten gekommen war. Der Generalsekretär der kroatischen Bischofskonferenz, Petar Palić, bat den Vorsitzenden der österreichischen Bischofskonferenz, Christoph Kardinal Schönborn, um die Aufhebung des Verbots. Die Messe gelte auch zivilen Opfern. Nachdem es bei der Verweigerung der Diözese geblieben war, wurde die Bezirkshauptmannschaft für die Veranstaltung zuständig. In einem vom Bezirkshauptmann von Völkermarkt daraufhin in Auftrag gegebenen Gutachten kam der Verfassungsjurist Heinz Mayer zu dem Schluss, dass unter Berücksichtigung der „Rechtsprechung des Verfassungsgerichtshofes“ eine „Untersagung der geplanten Gedenkveranstaltung nicht nur zulässig, sondern geboten“ sei. Demgegenüber betonte der Sprecher der Landespolizeidirektion Kärnten, welcher der Bezirkshauptmannschaft als Sicherheitsbehörde übergeordnet ist, dass nach Auffassung der LPD eine Untersagung der Veranstaltung nicht rechtmäßig sei.

## Anlage

### Gedenkstein auf dem Friedhof Unterloibach
Vor Errichtung der Gedenkstätte auf dem Loibacher Feld fanden die Gedenkveranstaltungen auf dem Friedhof von Unterloibach statt und beginnen dort noch heute. Zunächst an den oben beschriebenen Massengräbern kroatischer Soldaten. Nach den erneuten Exhumierungen 1974 wurde im Zeitraum von 1974 bis 1976 ein größerer Gedenkstein auf dem Friedhof in Unterloibach errichtet und am 8. Mai 1977 enthüllt. Er trägt auf der linken Seite die Inschrift:
MAJKA HRVATA / TUGUJE I PLAĆE. / I BLEIBURŠKO POLJE / OVO, GORKA NAM JE / USPOMENA, VIJEČNOG / MIRA DOMOBRANA, / KO I RATNOG / POBRATIMA SVOGA. / MILOŠ PERO / MUTTER KROATIEN / TRAUERT UND WEINT. / DAS BLEIBURGER FELD IST / UNS BITTERE ERINNERUNG. / EWIGER FRIEDE DEN / HEIMATVERTEIDIGERN UND / SEINEN KRIEGSKAMERADEN. / MILOŠ PERO
In der Mitte des Steins ist im Profil eine sitzende und offensichtlich trauernde Frau abgebildet, die auf ein leicht erhöhtes kroatisches Wappenschild blickt.
Auf der rechten Seite des Gedenksteins steht:
U ČAST I SLAVU / POGINULOJ I U / DOMOVINU IZRUČENOJ, / TE NESTALOJ / HRVATSKOJ VOJSCI, / U BORBI ZA / HRVATSKU DOMOVINU / SVIBNJA 1945 / POSTAVIŠE PREŽIVJELI SUBORCI / EHRE UND RUHM DEN / IM KAMPF UM DAS / VATERLAND GEFALLENEN, IN / DIE HEIMAT AUSGELIEFERTEN / UND VERMISSTEN / KROATISCHEN SOLDATEN / IM MAI 1945 / ERRICHTET VON DEN / ÜBERLEBENDEN MITKÄMPFERN / MILOSCH PETER
Eingerahmt ist der Gedenkstein zur linken Seite von der Darstellung des auferstandenen Christus und zur rechten Seite von Halbmond und Stern.

### Gedenkstein auf dem Loibacher Feld

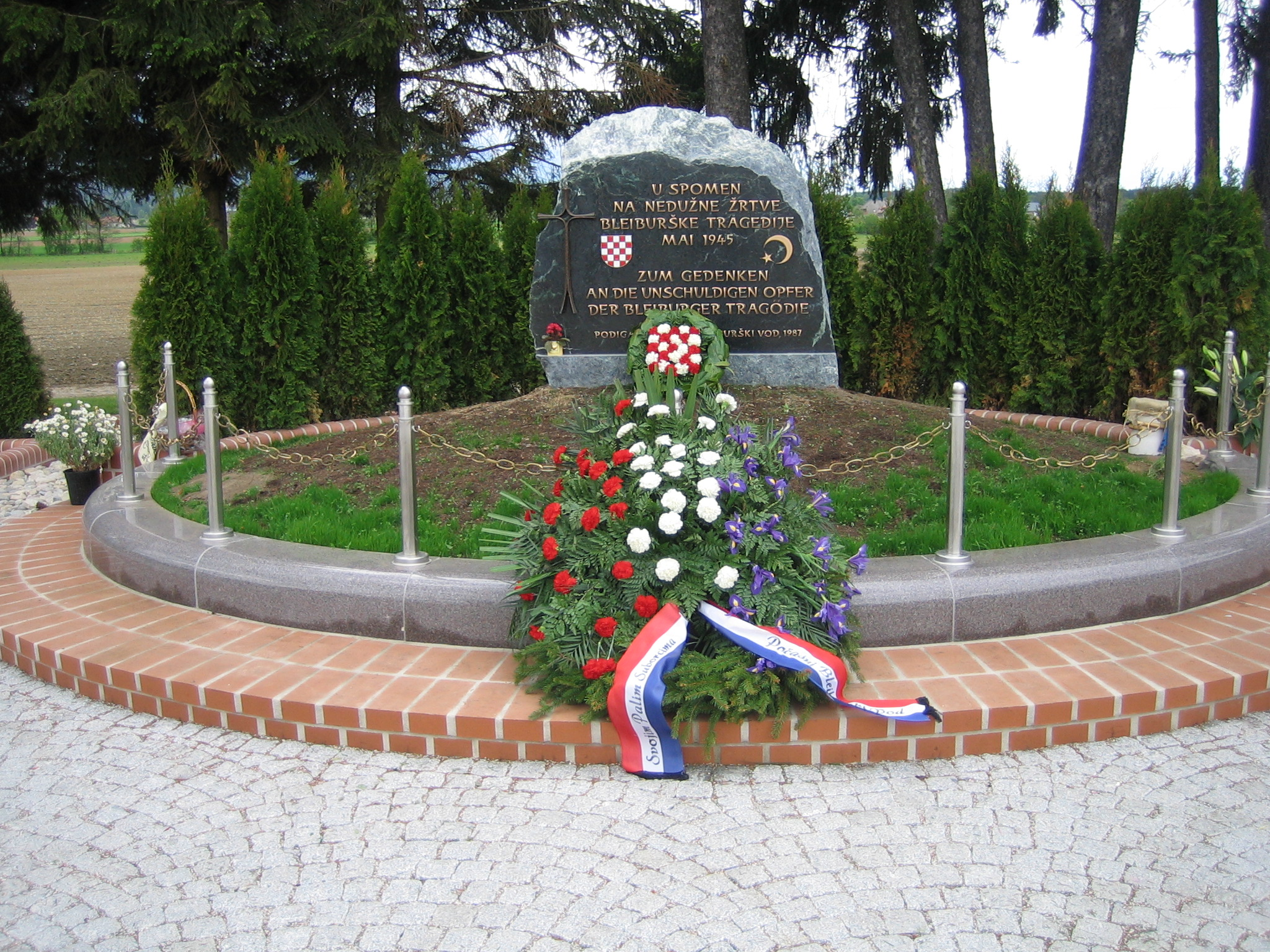
Der 1987 errichtete Gedenkstein mit Stand der Inschrift vom 25. April 2005.

Anlässlich des 40. Jahrestages der Massaker im Jahr 1985 ging eine Initiative vom Verein Kroatische Kulturgesellschaft (Bleiburg) (kroatisch Hrvatsko kulturno društvo Bleiburg, kurz HKDB) aus, den zentralen Gedenkstein auf dem Loibacher Feld zu errichten. Petar Miloš (1910–1999) führte für den Verein Verhandlungen mit den österreichischen Behörden über eine Genehmigung. Diese wurde nach anfänglicher Ablehnung vor allem aus außenpolitischen Gründen, nach einem Jahr erteilt.
1987 wurde der von Überlebenden und Exilkroaten (vor allem aus Australien) finanzierte Gedenkstein errichtet. Er wurde am Muttertag, 10. Mai 1987, feierlich eingeweiht.
Der Gedenkstein erhielt die von einem kroatischen Wappenschild, Kreuz sowie Halbmond und Stern begleitete Inschrift:
U ČAST I SLAVU / POGINULOJ / HRVATSKOJ VOJSCI / SVIBANJ 1945 / ZUM GEDENKEN / AN DIE / GEFALLENEN KROATEN / MAI 1945 / PODIGAO MILODARIMA P. MILOŠ
Die wörtliche Übersetzung der kroatischen Inschrift lautete „Zu Ruhm und Ehren der gefallenen kroatischen Armee“ und entsprach damit nicht der deutschen Inschrift. Damit sollte die Bedingung der behördlichen Genehmigung umgangen werden, dass nicht der „kroatischen Armee“ gedacht werden dürfe.
Im November 2003 informierte der Vorstand des Bleiburger Ehrenzugs die österreichischen Behörden über eine geplante Erweiterung der Gedenkstätte. Nach der Genehmigung im März 2004 wurde im Juni 2004 mit dem Umbau begonnen. Die kroatische Regierung spendete 125.000 Euro für den Aufkauf weiterer Grundstücke und den Umbau des Denkmals.
Im Zuge der Umbaugenehmigung einigte man sich mit den Behörden auf eine Inschrift, die ab 25. April 2005 lautete:
U SPOMEN NA NEDUŽNE ŽRTVE / BLEIBURŠKE TRAGEDIJE / MAI 1945 / ZUM GEDENKEN / AN DIE UNSCHULDIGEN OPFER DER / BLEIBURGER TRAGÖDIE / PODIGAO POČASNI BLEIBURŠKI VOD, 1987
Für diese Textänderung wurde der Bleiburger Ehrenzug massiv von Organisationen in Kroatien und im Exil (USA, Kanada, Australien) kritisiert, so dass noch 2005 die Inschrift geändert wurde in:
U SPOMEN NA HRVATSKE ŽRTVE / BLEIBURŠKE TRAGEDIJE / SVIBNJA - 1945 - MAI / ZUM GEDENKEN / AN DIE KROATISCHEN OPFER DER / BLEIBURGER TRAGÖDIE / PODIGAO POČASNI BLEIBURŠKI VOD, 1987
Spätestens 2008 oder möglicherweise schon 2007 wurde die Inschrift auf den ursprünglichen Text aus dem Jahr 1987 geändert. Lediglich wurde der Widmung noch die Jahreszahl 1987 hinzugefügt.
Kurz vor dem alljährlichen Gedenken um den Muttertag am 8. Mai 2022 wurde das kroatische Wappen und ein Teil der Inschrift in kroatischer Sprache (nämlich U ČAST I SLAVU / POGINULOJ / HRVATSKOJ VOJSCI) von der Bezirkshauptmannschaft Völkermarkt vom Gedenkstein entfernt. Daraufhin wurde der österreichische Botschafter in Kroatien in das kroatische Außenministerium in Zagreb zitiert.

### Gedenktafel
Die 1905 gegründete, 1946 im sozialistischen Jugoslawien verbotene und 1990 wiedergegründete Družba Braća Hrvatskoga Zmaja (Bruderschaft des kroatischen Drachens) errichtete 1995 zusätzlich eine Gedenktafel mit der vom Wappen der Bruderschaft und einem Kreuz begleitete Inschrift:
U SPOMEN / BLEIBURŠKIM ŽRTVAMA I / STRADALNICIMA KRIŽNOGA PUTA / ZAPOČETOG NA OVOM MJESTU / 15. SVIBNJA 1945. / HRVATSKA / ĆE SE UVIJEK SJEĆATI / SVOJIH SINOVA I KĆERI / KOJI SU UBIJENI JER SU LJUBILI / SVOJ ROD I DOM HRVATSKI / ZUM GEDÄCHTNIS / AN DIE TOTEN VON BLEIBURG / UND AN DIE OPFER DES KREUZWEGES / DER AN DIESEM ORT AM 15. MAI 1945. / SEINEN ANFANG NAHM. / KROATIEN / WIRD AUF IMMER SEINER SÖHNE / UND TÖCHTER GEDENKEN / DIE DEN TOD ERLITTEN / WEIL SIE VOLK UND HEIMAT LIEBTEN / O 50. OBLJETNICI BLEIBURŠKE TRAGEDIJE PODIGOŠE BRAĆA HRVATSKOGA ZMAJA / ZUM 50. JAHRESTAG DER BLEIBURGER TRAGÖDIE ERRICHTET VON DER BRUDERSCHAFT DES KROATISCHEN DRACHENS / 15. V. 1995.

### Altar
Ab Oktober 2006 wurde auf neu erworbenen Grundstücken rund um den Gedenkstein ein überdachter Altar errichtet und bei der Gedenkfeier am 13. Mai 2007 gesegnet. Finanziert wurden die Bauten von der kroatischen Regierung und kroatischen Exil-Organisationen vor allem in den Vereinigten Staaten und Kanada.